# Impaktit
Impaktit a meteorit-becsapódás által érintett kőzetek együttes elnevezése. Az (égitest-) becsapódás alapvetően felszínközeli jelenség, így az ekkor keletkezett, a becsapódás hatására átalakult kőzetek, az impaktitok  csak vékony rétegben találhatók. Felosztásuk szövetük, a sokk-metamorfózis foka és összetevőik alapján történhet. A leggyakoribb impaktitok az összetört, részben megolvadt darabokat tartalmazó impakt breccsák. A kráter morfológiája mellett ezek jelenléte bizonyítja egy földtani szerkezet becsapódásos eredetét.

## A becsapódás hatásai
Az ütközés és az ekkor létrejövő kompressziós lökéshullám (shock wave) hatására rövid időre magas hőmérséklet (2000 °C) és magas nyomás (10–500 gigapascal) (1 GPa=10 000 atm) keletkezik, mely sokk-metamorfózist okoz. Egy-egy kőzetdarab többször is átélheti ezt az eseményt. Ha a nyomásviszonyok egy adott kőzetnél meghaladják az úgynevezett Hugoniot rugalmassági határt (Hugoniot elastic limit, HEL), a kőzet maradandó elváltozásokat szenved (residual shock effect). Ez az érték a legtöbb ásványra és kőzetre 5–10 GPa. Az egyetlen természetes felszínközeli folyamat, mely során ilyen nyomás létrejöhet, a nagysebességű (hypervelocity) becsapódás.
Az in situ hatásokon túl a becsapódás akár az egész bolygó felszínére is elteríthet mikrométer méretű gömböcskéket (mikroszferulákat, tektiteket), a nagy nyomás hatására átalakult (sokk-metamorfózist szenvedett) ásványszemcséket, illetve a becsapódó test elpárolgásából származó platinacsoport-elemekben, így irídiumban vagy a tüzek miatt hamubab gazdag port. Légkör meglétekor ezeket a szelek is szállíthatják. Vizsgálatukkal olyan becsapódási eseményre is következtetni lehet, amelynek krátere azóta eltűnt (például óceáni kérgen képződött, és azóta a lemeztektonika révén a szubdukciós zónában alábukott, majd beolvadt az asztenoszférába). 
A képződő impaktitok tömegének nagyobb részét a céltest átalakult kőzetei teszik ki. A céltestből és a becsapódó testből képződött impaktitok keveredhetnek is. A legmélyebbről kidobott anyagok nem a kráter végső mélységéből, hanem a tranziens kráter mélységéből erednek, melynek mélysége kb. a végső kráter átmérőjének 35%-a. A kidobott anyagok eredeti elhelyezkedésükhöz képest fordított rétegzésűek.

## Az impaktitok felosztása
1. Egyetlen becsapódás hatására létrejött kőzetek
1.1 Proximális (proximal, közeli) impaktit (a proximális törmelékterítőben előforduló kőzet)
1.1.1 Sokkolt kőzet Nem breccsásodott és nem is teljes mértékben megolvadt kőzet.
1.1.2 Kőzetolvadék-breccsa (impact melt rock, melt  breccia) Olvadékmátrixban törmelékeket is tartalmazó kőzet. Orosz neve tagamit.
1.1.2.1 Felosztás összetétele alapján
• 1.1.2.1.1 Törmelékgazdag (clast rich)
• 1.1.2.1.2 Törmelékszegény (clast poor)
• 1.1.2.1.3 Törmelékmentes (clast free)
1.1.2.2 Felosztás átkristályosodottsága alapján
• 1.1.2.2.1 Üveges (tektitek, impakt üvegek (lásd: disztális impaktitok!)
• 1.1.2.2.2 Kristályos (hipokristályos, holokristályos)
A szilárd anyag akkor olvad meg, amikor a lökéshullám alól felszabadult kőzet hőmérséklete magasra emelkedik. 
A nagyobb gravitációjú égitesteken azonos méretű kráterben több olvadék keletkezik, mint kisebb gravitációjú égitesteken. 
A földi kráterekben található olvadékokkal kapcsolatban (pl. Sudbury) sok vita folyik arról, hogy azok a becsapódáskor olvadtak-e meg helyben (impakt olvadékok) vagy utóvulkáni működéssel kerültek a felszínre, esetleg a becsapódás során lávafolyást is alkottak-e. A Ries-kráter esetén sikerült impakt olvadék-folyásra bukkanni (impact melt flow) (Osinski 2004). Hasonló folyásnyomokat már holdi és vénuszi kráterekben is megfigyeltek. (Az olvadékokról és üvegekről részletesen lásd: Dressler és Reimold 2001.)
60 GPa feletti nyomáson a teljes kőzetanyag maradéktalanul átolvad.
1.1.3 Impakt breccsa (impact breccia) A legtömegesebb impaktitok breccsák, amelyek állhatnak megolvadt és csak összetört kőzetek darabjaiból. A breccsa rosszul osztályozott és tömeges megjelenésű. Vulkáni megfelelőjük a piroklasztit breccsa. Legnagyobb darabjai a sánc közelébe kidobott megablokkok.
A becsapódáskor a kőzetek megolvadnak ill. szögletes darabokra törnek. Ha az olvadék gyorsan hűl le, amorf szerkezetű üveg keletkezhet. A törmeléket a megszilárdult olvadék cementálja össze, ezzel breccsa keletkezik. 
Litológia alapján a monomikt breccsa egyetlen fajta, helyben feldarabolódott kőzettípusból épül fel. A polimikt breccsa többféle, eltérő körülmények közt (pl. máshol) keletkezett kőzetet tartalmaz. Szövetük finomszemcsés mátrixból és törmelékszemcsékből áll. 
A klasztikus breccsa elsősorban különálló törmelékekből áll, az olvadékbreccsa (impact melt breccia) alapvetően egybeolvadt kőzetekből áll össze. A holdi breccsákban lévő törmelékdarabok nagy része maga is korábban keletkezett breccsa, így gyakran kialakulhat a breccsa a breccsában szerkezet. A holdi breccsák nagy része a többszöri becsapódási esemény következtében polimikt szerkezetű (Meyer 1987, Stoffer 1980).
A kráter belsejében található breccsalencse (kráterkitöltő breccsa) törmelékekből és megolvadt kőzetek (impact melt rock) keverékéből áll; amelyre később még üledékek is települnek. Összetevői ballisztikusan, nagy szögben kivetett és a kráterbe visszahullt törmelék (fallback), megszilárdult olvadékdarabok, a magas kráterfalról, krátersáncről beomlott, nem metamorfizálódott és nem megolvadt kőzettörmelék, későbbi krátersánc-csuszamlással a kráterbe visszatért, korábban a sáncra kilökődött törmelék.
1.1.3.1 (Par)autochton (autochtonous=authigenic) breccsa: összetevői nem mozdultak el jelentős mértékben eredeti helyükről
```
      
Monomikt
 (egy összetevőjű) breccsa
```

```
      • 1.1.3.1.1
 
Kataklasztos
 (nyíró igénybevétel hatására, mozgási felületek mentén összetört szövetű). Általában sokk metamorfózis nem érte, csak mechanikusan összetört. A kráter alatti (par)autochton (kb. helyben maradó) területeken fordul elő vagy az allochton kőzetekben nagyobb törmelékdarabokban (megablokkokban)
```

1.1.3.2 Allochton (allochtonous=allogenic) breccsa. Összetevői eredeti helyükről elmozdultak.
Polimikt (több összetevőjű) breccsa (egykomponensű célkőzet esetén értelemszerűen monomikt): A célkőzet különböző tartományaiból származó, különféle mértékű sokk metamorfózison átesett litikus törmeléket és ásványszemcséket tartalmazó kőzet, mely elszállítódott és átkeveredett, majd lerakódott a kráterben vagy körülötte, vagy telérek formájában benyomódott az alapkőzetbe.
Klasztikus mátrixú breccsa
• 1.1.3.2.1 Litikus breccsa (lithic breccia, néha neve fragmental breccia): olvadékok nélküli, különböző erősséggel sokkolt polimikt kőzet- és ásványdarabokat tartalmazó törmelék. A Ries-kráternél helyi neve Bunte (=tarka, németül) breccsa, mely elnevezést más krátereknél is használják. Vegyesen tartalmazza az átütött rétegek kőzeteit, ezen belül többet a mélyebbről, kevesebbet a felszínközeli rétegekből származók közül. Milliméterestől több méteres blokkokig (megablokk) mindenféle méretű darabokat tartalmazhat. Valószínűleg a proximális törmelékterítő és másodlagos kráterek kidobta törmelékek keveréke, melyet turbulens törmelékárak mozgattak. A Ries-kráternél közvetlenül a sánc külső részén található.
• 1.1.3.2.2 Suevit vagy suevitbreccsa (néha neve kevert breccsa –  mixed breccia) polimikt, (üledékes és kristályos) kőzettörmeléket, ásványtörmelékeket, valamint amorf (üveges) és kristályos olvadékdarabokat tartalmazó breccsa. Nevének eredete Svábföld latin neve [Suevia]; típushelye a Ries-kráter.  Suevitbreccsa elhelyezkedhet a kráterben (krátersuevit: crater suevit vagy fallback suevit) vagy azon kívül (kidobott suevit: Ejecta vagy fallout suevit). Míg a hullott suevitben vannak “hőpajzs alakú” tektitek, a krátersuevitben értelemszerűen nincsenek. A suevit az eróziónak kevéssé ellenálló, jól faragható kőzet. A kidobott suevit vulkáni bombákhoz hasonló sötét üvegdarabokat is tartalmaz. A kidobott suevitet a Ries-kráternél világosbarnás színe és alakja miatt flädle-nak [tehénlepény] nevezik (tsz.: fläden). (Az elnevezést más krátereknél is használják.)
1.1.3.3 Dimikt (két összetevőjű) breccsa
Telérbreccsa
• Impakt pszeudtachilit (~es breccsa): a kráter alatt lévő kőzetben telérekben található breccsa. Finomszemcsés mátrixban sokkolt és nem sokkolt ásványokat és kőzettörmeléket tartalmaz. Dimikt breccsának (két összetevőjű) nevezik. Jellemzői a sötét, sűrű megolvadt mátrixban levő lekerekített és szögletes alapkőzet-darabok. Először Shand (1916) írta le őket Vredefortból. (Eredeti leírása szerint ez tachilit-szerű, telérekben előforduló, sötétszürke vagy fekete, afanitos (finomszemcsés) szövetű, vele éles határvonalban találkozó, különféle, lekerekített és szögletes zárványokat tartalmazó kőzet). A becsapódás alatt az ütközés keltette lökéshullámok hatására törésekben (esetleg szuper-törésekben – super faults) mint telérekben jön létre, ahová olvadék nyomul (vagy ahol olvadék keletkezik) és keveredik párhuzamosan létrejövő kőzettörmelékekkel. A törések villámcsatornához hasonlóan elágazók lehetnek (Dressler, Reimold 2004). Elméleti meggondolások szerint a vetődésekben súrlódási olvadással (friction melting – tektonikus pszeudotachilit), “hagyományos” impakt olvadékként és/vagy sokkbreccsásodással keletkezik (Dressler, Sharpton 1997). A legújabb magyarázat szerint a becsapódás hője törések, és már meglévő inhomogenitások mentén, kaotikus, robbanásszerű módon, törések és súrlódás nélkül terjed, így pszeudotachilit a becsapódás pillanatától elsőként jön létre a breccsatípusok közül (Dressler, Reimold 2004). A Földön típuspéldái a 2,02 milliárd éves Vredefort szerkezetből és Sudburyból is ismertek (Reimold 1995b, Dressler, Reimold 2004). Hegycsuszamláshoz kötődő, súrlódásos hővel keletkező pszeudotachiliteket írtak le több helyről, melyet hyalomylonitnek neveznek. A Ries-kráter pszeudotachiltjeinek helyi elnevezése Explosionsbreccie (Dressler, Reimold 2004). A becsapódásos pszeudotachilitek keletkezésének mikéntjéről ma is vita folyik.
1.2 Disztális (distal, távoli) impaktit (a disztális törmelékterítőben vagy azon túl előforduló kőzetek)
1.2.1  Konszolidálódott disztális impaktit: impakt üvegek:
• 1.2.1.1 (Impakt) tektit (=megolvadt, görögül): impakt üveg, amely földi becsapódások ballisztikusan kidobott (“szétfröccsent”), gyorsan lehűlt olvadékcseppjeiből áll, amelyek a proximális (közeli) törmelékterítőn túl nagy területet beborító szórásmezőkben találhatók. Méretük cm-es vagy mm-es nagyságrendű tektitek. Utóbbi elnevezése mikrotektit, amelyeket általában mélytengeri üledékben lehet megtalálni. Egyes meghatározások szerint mikrotektit az 1 mm-nél kisebb tektit. Ritkán tíz cm-nél nagyobb üvegbombák is előfordulnak.
A tektit definíciója szerint 1) amorf üveg, 2) homogén kőzet- (nem ásvány-) olvadék, 3) sok lechatelieritet tartalmaz, 4) földrajzilag kiterjedt szórásmezőkben fordul elő (nem csak egy-két különálló helyen), 5) a disztális törmelékterítő része, nem fordul elő a kráterhez közel ill. impakt kőzetekben (pl. suevitbreccsában), 6) vízben és földönkívüli anyagban szegény, 7) a célterület felszínén jön létre. Ha a fentiek közül egy vagy több feltételnek nem felel meg egy üveg, azt impakt üvegnek nevezhetjük (Montanari, Koeberl 2000).
Az impakt üvegek kémiai és izotópösszetétele azonos a forráskőzetével. Ez a tulajdonsága jól használható a távolra jutó tektiteknél a  forráskráter helyének megtalálásában. Kormeghatározásukkal (40Ar/39Ar, K-Ar, Rb-Sr, Sm-Nd, U-Th-Pb, fission track [hasadványnyom] stb. módszerekkel) a becsapódás időpontját adhatjuk meg megközelítőleg. Az impakt üvegekre jellemző a hólyagüregesség (vesicular), vagyis gázbuborékok keletkezése.
A becsapódásos vagy vulkáni eredetű, légkörben történő utazás után visszahullt apró üvegek szétrepülésükkor vették fel alakjukat. A tektit kifejezést mindenféle alakú földi példányra használják, néhány szerző beleérti a Holdról földre hullt becsapódásos vagy vulkáni eredetű példányokat is. A Földön kívül általában nem a tektit, hanem a szferula (=gömböcske) szót használják a kidobott üveggömböcskékre. A Földön szferulák, mikroszferulák (apró gömböcskék) biogén, vulkáni, vagy sokféle egyéb abiogén módon is keletkezhetnek.
A vulkáni hamuban található, a kitöréskor hirtelen lehűlt  és megszilárdult magmából kialakuló, sajátos alakú, hólyagüreges üvegtörmelékek neve üvegszilánk (glass shard, tachylite shards, phreatomagmatic glass shards). A vulkáni üvegszilánkok általában a kitöréskor keletkező, egyre nagyobbra növekvő, majd kipukkanó gázbuborékok falának szilánkjai (ASH 2005). A földi vulkáni üvegek esetében a szferula (spherule) szó üveggömböcskéket jelöl (szinonímája a mikrotektit), szemben a szögletes üvegszilánkokkal (glass shards), amelyek közül a 2 mm-nél kisebbek a hamu, a nagyobbak a lapilli tartományba soroltak (Worstell 1998). 
A legismertebb holdi üvegek (hirtelen megszilárduló szilikátkőzetcseppek – glass droplets) a gömb vagy súlyzó alakú milliméter nagyságú sárgás (orange soil), fekete és zöld (green glass) üveggömbök. Ezek képződését vulkáni eredettel (lávaszökőkút) magyarázzák, mivel összetételük homogén, és nincsenek rajtuk nyomai sokk-metamorfózisnak.
Az impakt üvegek víztartalma a Földön sokkal kisebb (0,001–0,05 térfogatszázalék), mint a vulkáni üvegeké (0,25%). A vulkáni szferulák összetétele homogén, míg a becsapódásiaké lehet heterogén is. Levine és munkatársai (2004) apró (<5mm), vasban gazdag szemcséket találtak egyes szferulák felületén, ami arra utalhat, hogy vasmeteorit becsapódásakor keletkezhettek.
A földi tektitek.
A becsapódásos eredetű tektitek általában feketék, de némelyek – például a Ries becsapódás harmadidőszaki, homokos üledékéből keletkezett moldavitjai – áttetsző világoszöldek. Alakjuk általában lekerekített, de található szögletes, vulkáni üvegszilánkhoz hasonló is. A moldavitot színe miatt drágakőnek (korábban talizmánként) is használják – a Willendorfi Vénusz mellett is találtak belőle. Ezek a Ries távoli (szakadozott) törmeléktakarójának részét alkotják (Pierazzo et al.).
Alakjuk alapján a tektiteket három nagy csoportba sorolják:
– 1.2.1.1.1 Gömb, könnycsepp, korong súlyzó alakúak (splash form). Alakjukat a megszilárduláskor forgó olvadékból nyerték.
– 1.2.1.1.2 Némelyek a légkörön történő áthaladáskor megolvadnak, és hőpajzshoz vagy peremes gombhoz hasonló alakúak (aerodynamically shaped tektites) (főleg ausztrál-ázsiaiak)
– 1.2.1.1.3 A Muong-Nong típusú tektitek réteges szerkezetűek (laoszi lelőhelyükről elnevezve). Közöttük igen nagyok is találhatók.
A tektitek nagy területen szóródnak szét. Az egy forrásból származó tektitek egy szórásmezőben (strewn field) találhatók. A Földön csak néhány ilyen mező ismert. Ezek egy becsapódásból származó anyaga igen nagy területet borít be. Szórásmezők minden valószínűség szerint  más égitesteken is megtalálhatók. A gravitációtól függően különböző méretű mezőket alkothatnak. Mivel más égitesteken a kráterek gyakoriak, az átfedő szórásmezők gyakorlatilag a teljes felszínt beboríthatják. Így lehetett a múltban a Földön is, különösen a nagy bombázás időszakában. De még ma sem ritka: az argentin pampák utóbbi 10 millió év üledékét őrző löszrétegeiben 6 impakt üveg réteget azonosítottak (Schultz, Mustard 2004). 
Az egyes földi szórásmezőkhöz külön kőzettani elnevezés (ásványfaj) tartozik. A Cseh-medencében moldavitnak nevezik a Ries kráterből kidobott zöldes tektiteket (a Moldva folyóról). Az argentin pampán található, porózus löszből keletkezett impakt üvegek neve pampazit (Schultz et al. 2004).
Tektitek, a meteoritokhoz hasonlóan magánkereskedelemben, gyűjtőktől is kaphatók.  
Impakt üvegek általában csak a fiatalabb becsapódások körül találhatók, mert az üveg geológiai időléptékek alatt nem stabil, átkristályosodhat és széteshet (a földi tektitek közül a legidősebb 35 millió éves). Ennek némileg ellentmondanak az ausztrál Hamersley-medencében és a dél-afrikai Barbertonban talált archaikumi szferulák, melyek alakja megegyezik a tektitekével (Dressler és Reimold 2001).
• 1.2.1.2 Mikrocrysit (microcrysite): mikrotektitszerű szferula, mely valószínűleg elpárolgott kőzetek kondenzációjával képződött. Tengeri üledékben találhatók, előfordulásuk korrelál irídiumban vagy más sziderofil elemekben anomálisan gazdag rétegekével.
1.2.2 Nem konszolidálódott disztális (távoli) impaktit
• 1.2.2.1 Impaktoklasztos hullástörmelék (impactoclastic air fall bed) (párhuzamát lásd: airborne volcanic ejecta = tefra). Nagy területen, akár az egész égitesten a légkör által szétterített finomszemcsés üledék, mely a becsapódáskor kidobott sokkmetamorfizált ásványokat és olvadékot is tartalmaz.
• 1.2.2.2 Törmelék (nem sokkolt)
2. Több becsapódási eseményen átesett kőzetek
Impaktoklasztikusos üledék: ballisztikusan kidobott majd leülepedett törmelék.
2.1 Nem konszolidálódott becsapódási törmelék (unconsolidated impactoclastic debris).
• 2.1.1 Impakt regolit Légkör nélküli égitesten jön létre. Finomszemcsés becsapódási törmelék. Beleértendő az a por, mely az évmilliárdokon át tartó állandó mikrometeor-bombázás hatására a felszín legfelsőbb rétegének felaprózódása nyomán keletkezett. A holdi regolit legfelső, porrá töredezett rétege – a holdpor – igen tapadóképes, amit az űrhajósok is tapasztaltak, mikor ruhájukra és felszerelésükre rátapadt.
2.2 Sokk hatására kőzetté vált impakt regolit (consolidated impactoclastic debris)
• 2.2.1 Regolitbreccsa (olvadékkal) (regolith breccia)

## Az impaktitok néhány jellemzője

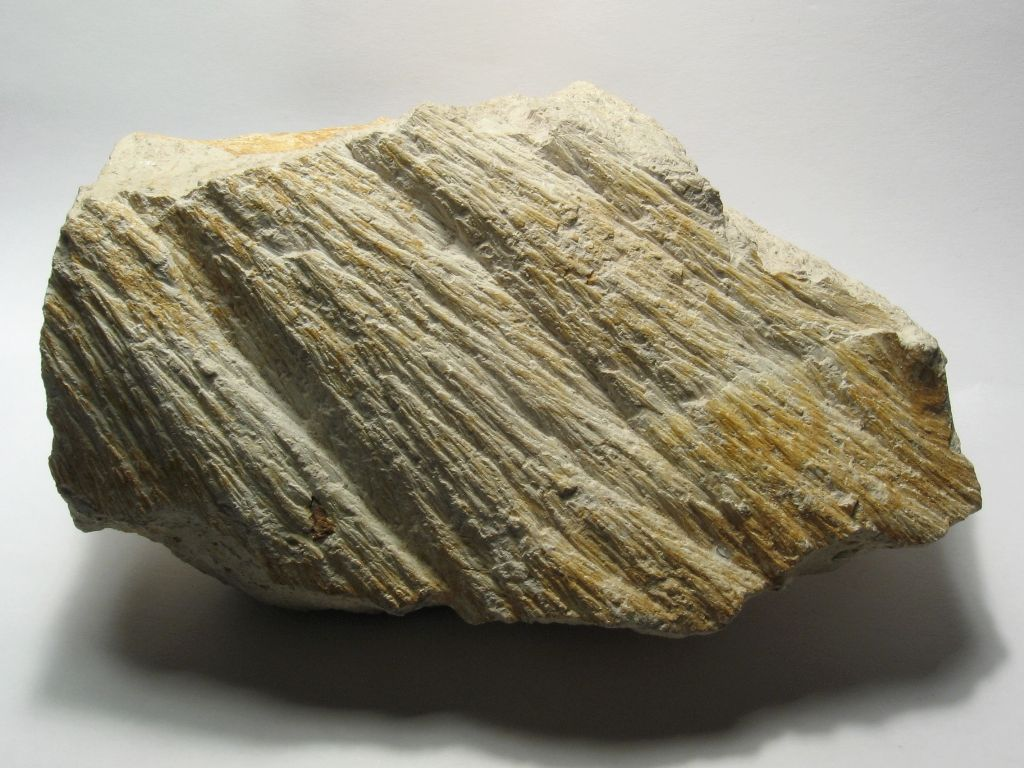
Nyomáskúp mészkőben, Steinheim-medence

– Nyomáskúp (shatter cone)  Ez az egyetlen makroszkopikus méretű, sokkhatásra keletkezett szerkezet. Más törések a becsapódás szempontjából nem bizonyító erejűek, míg a nyomáskúp megléte igen. Felszínük jellegzetesen sugárirányban szétágazó “lófarokszerű” mintázatot mutat. Egyedileg vagy csoportosan is előfordulnak. Egy-egy főkúpon gyakoriak a parazitakúpok is. Nyomáskúpok mindenféle kőzeten keletkezhetnek. A legszebben megőrzöttek finomszemcsés mészkövekben találhatók. Méretük milliméteres–méteres nagyságrendű lehet. A kúp a lökéshullám forrása, azaz felfelé mutat, és a becsapódástól távolodva a V alakú minta által bezárt szög növekszik (“kinyílik”), ami a helyi nyomásviszonyok meghatározására is használható lehet (Gucsik 2003). Kialakulásuk magyarázata még nem teljesen kidolgozott. 1–6 GPa nyomásnál keletkeznek (Baratoux, Melosh 2003, további referenciákkal).
– Sokk metamorfózist szenvedett ásványok A nagy nyomás (a sáncon ill. a becsapódás központjában 20–1000 kbar: 2–100 GPa) és a magas hőmérséklet hatására az ásványok átalakulnak. Ehhez hasonló körülmények csak 75 km-nél  mélyebben találhatók a Föld belsejében, így ezekre utaló felszíni nyom egyértelműen becsapódás hatására utal, vulkáni jelenségek nem tudják létrehozni.
A sokkhatás felismerése az űrkutatás hatására az 1960-as években történt meg, amióta általánosan elfogadott, hogy a nagy sebességű (hypervelocity) lökéshullámok (természetes úton) csak becsapódásos esemény hatására jönnek létre. Így a meteorittörmelék hiánya nem kizáró ok egy szerkezet becsapódásos eredetének bizonyításánál.
A sokkhatást szenvedett kvarcásványok polimorf módosulatai igen nagy sűrűségű kvarcváltozatok.
A coesit (>30 GPa) (2,93 g/cm3) csak >60 km mélységben keletkezhet endogén úton. Tektonizmussal kerülhet a felszínre. Coesit a Föld felszínén csak becsapódással vagy atomrobbantással keletkezhet.
A stishovit (>12–15 GPa) (4,23 g/cm3) képződése a modellek szerint 300–400 km mélyen történhet, így a felszínen csak becsapódásos kőzetben található.
Igen nagy, 50 GPa feletti nyomáson és 1700 °C feletti hőmérsékleten kvarcból lechatelierit olvadékásvány jön létre, ami a becsapódásos kőzeteken kívül egyedül fulguritokban, azaz villámcsapás által közvetlenül ért talajból vagy homokból keletkező kőzetben található a természetben.
Gyémánt nagy mélységben (>60 km) jöhet létre, illetve kimberlitben kerülhet a felszínre (pl. Dél-Afrika). Sokkhatásra a grafit gyémánntá alakulhat. Ilyenkor nanogyémántok keletkezhetnek.
A coesit segített a Ries-kráter becsapódásos eredetének azonosításában. A Ries-kráterben nanogyémántot, 2–300 mikrométeres gyémántdarabkákat is találtak.
Az ásványokon a sokkhatás felismerése mikroszkópos vizsgálattal lehetséges, például lemezes (lamellás) elváltozási formák (planar deformation features – PDF) azonosításával. Ez az impaktitok legfontosabb azonosítási módja, ásványtani indikátora.
A szilikátásványok – köztük legkönnyebben a plagioklász – sokkhatásra például erős és szabálytalan hullámzó optikai kioltású lesz. A deformációs sávok a lamellás tartományok, melyek orientációja különbözik az őket tartalmazó kristályokétól. Ezek az eltérések a keresztsávozottság és mechanikai ikresedés lehetnek. 
35 GPa-nál nagyobb nyomáson (ill. a nyomás alóli felszabaduláskor) az ásvány nem olvad meg. Miközben kristályos szerkezetét megőrzi, optikailag izotróp (amorf) lesz. Ennek neve diapletikus (“megszilárdult”) üveg (diapletic glass). Egy példa rá a plagioklászból átalakuló maskelinit (maskelynite).
– Hamu A földi becsapódások esetén a becsapódás és a másodlagos hatások okozta tüzek a légkör által elszállított globális hamuréteget terítenek szét, ami a földtani rétegek széntartalmának vizsgálatával állapítható meg. Ez azonban nem feltétlen bizonyítéka egy becsapódásnak, mindössze globális vagy nagy kiterjedésű tüzek jelenlétére utal.

## A becsapódó test anyaga
A meteorikus testek légkörön történő áthaladáskor átalakulást szenvednek. Ha nem párolognak el, és elérik a 
felszínt darabjai, akkor a meteorittöredék is megtalálható a keletkezett kőzettörmelékben. 
A becsapódó test azonban gyakran teljesen elpárolog vagy egybeolvad a célkőzettel, esetleg később elmállik, így darabjai nem találhatók meg a kráterben. Ennek oka, hogy a becsapódás lökéshulláma a becsapódó testen is áthalad, s mivel ez van a központban, ez mindig a legerőteljesebb hatást szenvedi el:  a nagy hőmérséklet miatt a másodperc törtrésze alatt  elpárolog. Paradox módon a kisebb becsapódó testeknél maradhat meg belőle szilárd anyag, mivel a légkör lefékezi, így kisebb lesz a becsapódás energiája. Általában 40 méternél kisebb testek maradnak meg, melyek 1 km-nél kisebb krátert ütnek, azaz az ennél nagyobbaknál kicsi az esély meteoritdarabok megtalálására a kráterben. Földi körülmények között azonban ezek a darabok is hamar lepusztulnak, elmállnak. Légkörrel rendelkező égitestnél a meteorit anyaga a légkörbe kerül por, ill. az elpárolgott test porrá kicsapódott anyaga formájában. Ennek legfinomabb szemcseméretű frakciója ülepedik ki legkésőbb a légkörből, és emiatt ez lelhető fel legnagyobb elterjedéssel. 
Ez az agyagfrakciójú réteg a platinacsoport elemeiben és köztük a legnagyobb sűrűségű iridiumban valamint más sziderofil (“vaskedvelő”) elemekben (nikkelben és kobaltban) igen gazdag. Ez a földi becsapódások vizsgálatakor földönkívüli eredetre utal, mert a differenciálódott földkéreg (vagy más differenciálódott égitest kérge) szegény bennük, míg a kondritos, nem differenciálódott meteoritok gazdagok benne. A K/T határton ezen elemek koncentrációja négyszer akkora nagyságrendű, mint máshol a felszínen. Erre először Alvarez és munkatársai (1980) kutatása irányította a figyelmet (típusfeltárása Gubbio, Olaszország)
Ugyanakkor a Föld mélye is gazdag bennük, például irídiumban, így hosszú időn át tartó erőteljes vulkáni tevékenység is létrehozhat ilyen réteget, de csak lokálisan. Nem minden becsapódás hoz létre irídiumgazdag réteget, ami a becsapódó testek eltérő összetételére utal. Az említett elemek a kőzettestben is előfordulhatnak, ha az elpárolgó becsapódó test beépül a breccsákba és olvadékokba .
Ahhoz, hogy a törmelék globálisan szétszóródhasson, O’Keefe és Ahrens modellszámítása szerint (1982) több hónapig a légkörben kell tartózkodnia.
A rétegek vastagságának és a tektitgyakoriságnak térbeli változása a kráter korabeli helyét is felfedheti: a becsapódástól távolodva a réteg vastagsága gyorsan csökken (McGee 1996 p. 193, 201).